# Anybody Seen My Baby?
Anybody Seen My Baby? – piosenka brytyjskiej grupy The Rolling Stones z płyty Bridges to Babylon. Została napisana przez Micka Jaggera oraz Keitha Richardsa i wydana w 1997 roku. Niektóre motywy są bardzo podobne do piosenki "Constant Craving". By uniknąć procesów sądowych The Rolling Stones uznało Kathryn Dawn Lang i Minka za współwłaścicieli praw autorskich. W teledysku do piosenki wystąpiła Angelina Jolie.